# Surányi Endre
Surányi Endre (Diósjenő, 1913. április 23. - Budapest, 1996. december 4.) magyar autótechnikus, feltaláló, közlekedési szakíró, "Rákosi garázsmestere", autótervező. Nagy szerepe volt a motorkerékpávezetői jogosítvány feltételeinek kidolgozásában. 

## Életpályája
Első törpeautóját, 50 cm3-es motorral, 1946-ban építette. Később 125 cm3-es motorral ellátott törpeautót alkotott, amelyet – állítólag – Gerő Ernő is kipróbált. Ezt követte egy 250 cm3-es modell. Bár a csónakmotorokra szakosodott MITÉSZ nevű vállalat tervbe vette a gyártást, azonban ez egyik modellnél sem valósult meg.
Surányi Endre aktív közlekedési szakíró volt, az Autó-Motorban, az Autóséletben, ezen felül a Népszabadságban és a Magyar Hírlapban is jelentek meg írásai.

## Művei
16 szakkönyve jelent meg, pl. Az autó. Táncsics Könyvkiadó, Budapest, 1968., továbbá 4 anekdotagyűjteménye.